# Гольдин, Рафаил Юльевич
Рафаил Юльевич Гольдин (1920—1994) — советский кинорежиссёр, в эмиграции — в Норвегии.

## Биография
Окончил в 1944 году режиссёрский факультет ВГИКа. В 1950-х годах работал на Свердловской киностудии, в 1960-х — на Мосфильме. С 1973 года в эмиграции в Норвегии.

## Фильмография
- 1956 — В погоне за славой[2]
- 1958 — Очередной рейс
- 1961 — Длинный день
- 1965 — Хоккеисты
- 1976 — Når jeg vender tilbake (Когда я вернусь). Александр Галич (фильм, Норвегия)[3]